# Sierra Nevada (sopka)
Sierra Nevada (nebo Sierra Nevada de Lagunas Bravas) je neaktivní vulkanický komplex nacházející se v jedné z nejnepřístupnějších oblastí And, na hranicích Argentiny a Chile. Komplex je tvořen přibližně dvanácti krátery a přidruženými lávovými proudy dlouhými až sedm kilometrů. Rozkládá se na ploše přibližně 225 km². Starší části komplexu se nacházejí na východní, argentinské straně hranice.